# Козлаково (Гагарінський район)
Козлаково (рос. Козлаково) — присілок Гагарінського району Смоленської області Росії. Входить до складу Гагарінського сільського поселення.
Населення — 25 осіб (2007 рік).